# ديفيد مور روبنسون
ديفيد مور روبنسون (بالإنجليزية: David Moore Robinson)‏ هو عالم آثار أمريكي، ولد في 21 سبتمبر 1880 في أوبورن في الولايات المتحدة، وتوفي في 2 يناير 1958 في أكسفورد في الولايات المتحدة.